# Ernst Bareuther
Johann Christian Ernst Bareuther (19. ledna 1838, Aš – 17. srpna 1905 Freiburg im Breisgau) byl rakousko-uherský politik německé národnosti z Čech.

## Biografie
Studoval na gymnáziu v Chebu a pak práva na Karlo-Ferdinandově univerzitě v Praze, kde se stal členem studentského spolku Teutonia a na Vídeňské univerzitě. Roku 1868 získal titul doktora práv. Po studiích se usadil ve Vídni jako advokát.
Spoluzakládal Bund der Deutschen in Böhmen (Spolek Němců v Čechách). Od roku 1871 působil jako poslanec Českého zemského sněmu. Byl sem poprvé zvolen v doplňovacích volbách v září 1871 za kurii městskou, obvod Kraslice, Nejdek, Schönbach. Na sněmu zasedal dlouhodobě (zvolen byl i v zemských volbách roku 1895). Na českém sněmu zastupoval město Aš. Do roku 1890 byl na sněmu členem výkonného výboru německých poslanců. V období let 1882–1885 zasedal rovněž ve vídeňské obecní radě. Patřil mezi vůdce vídeňské evangelické komunity a angažoval se v protikatolickém hnutí Los von Rom (Pryč od Říma).
Ve volbách roku 1873 se stal poslancem Říšské rady (celostátní zákonodárný sbor), kde zastupoval městskou kurii, obvod Cheb, Františkovy Lázně atd. Mandát obhájil za stejný obvod ve volbách roku 1879 a volbách roku 1885. Na schůzi 18. února 1887 oznámil rezignaci, ale již 23. dubna 1887 znovu složil poslanecký slib. Opakovaně pak byl ve svém okrsku volen i ve volbách roku 1891, volbách roku 1897 a volbách roku 1901. Ve vídeňském parlamentu zasedal až do své smrti roku 1905. Pak jeho místo zaujal Edmund Jäger.
Politicky byl zpočátku orientován liberálně. Na Říšské radě se v říjnu 1879 uvádí jako člen mladoněmeckého Klubu sjednocené Pokrokové strany (Club der vereinigten Fortschrittspartei). Zasazoval se o práva Němců v Čechách, podporoval jejich administrativní oddělení od etnicky českých oblastí. Byl zastáncem němčiny coby státního jazyka.
Po volbách roku 1885 patřil do klubu Sjednocené levice, do kterého se spojilo několik ústavověrných proudů. V roce 1890 se uvádí jako poslanec klubu Deutschnationale Vereinigung.
Později byl spoluzakladatelem Německé pokrokové strany, ještě později přešel do okruhu Deutschnationale Vereinigung okolo Otty Steinwendera. Od roku 1898 náležel k všeněmeckému hnutí Georga von Schönerera. Patřil ke stoupencům spolupráce s Německým císařstvím a obdivovatelům kancléře Bismarcka.
V únoru 1899 byl jmenován čestným občanem města Chebu. Zemřel ve Freiburgu v srpnu 1905.